# 楊榮華 (運動員)
楊榮華（1942年9月19日—2005年）是一名前臺灣自由車運動員，曾參加1964年夏季奧林匹克運動會男子團體計時賽項目。